# Mary Molek
Mary Molek, tudi Mary Jugg Molek, ameriška pisateljica, pesnica in prevajalka slovenskega rodu, * 9. junij 1909 Chicopee, Kansas, † 3. april 1982, Dover, Delaware, ZDA.

## Življenjepis
Mary Molek, rojena Jugg je bila slovenskega rodu. Po diplomi leta 1932 iz naravoslovja na kolidžu v Pitsburgu je najprej opravljala poklic učiteljice, kasneje pa se je zaposlila v muzeju. Po poroki z Ivanom Molekom je 1934 nadaljevala študij na Univerzi v Chicagu in magistrirala iz psihologije. Do leta 1963 je delala v javnih izobraževalnih ustanovah, nato pa je postala skrbnica priseljenskega arhiva na Univerzi Minnesote v Saint Paulu, leta 1969 pa je prevzela mesto arhivske kuratorke v državnem muzeju.

## Literarno delo
Molekova je prve v angleščini napisane, predvsem refleksivne, socialne in razpoloženjske pesmi objavila v Mladinskem listu, v novelah, ki jih je ravno tako objavljala, pa je izpovedovala socialno in avtobiografsko tematiko. Leta 1976 je izdala roman z življenjepisem svoje matere Imigrant Woman, po moževi smrti je v angleščino prevedla in objavila njegov roman Dva svetova (Two Worlds, Dover, Delaware, 1978) in izdala njegov življenjepis A Comprehensive Bibliography of the Literary Works of Ivan (John) Molek (Dover, Delaware, 1976). Leta 1979 je prav tam izšla njena priredba in prevod moževih spominov Čez hribe in doline (Slovene Immigrant History, 1900-1950).